# سونتونا-لا-موتانييه
سونتونا-لا-موتانييه (بالفرنسية: Sonthonnax-la-Montagne)‏ هي بلدية فرنسية تقع في إقليم الآن في فرنسا. رمز إنسي لها هو:1410. أما الرمز البريدي لها فهو: 1580.